# Alexandre de Lameth
Alexandre-Théodore-Victor, grof de Lameth, francoski častnik in politik, * 20. oktober 1760, † 18. marec 1829.
Sprva je podprl francosko revolucijo, a je pozneje prestopil k rojalistom.